# The Best of Sam & Dave
| Recensione | Giudizio |
| ---------- | -------- |
| AllMusic   |          |

The Best of Sam & Dave è una Compilation di Sam & Dave, pubblicato dalla casa discografica Atlantic Records nel febbraio del 1969.

## Tracce

### LP
Lato A
1. Hold On, I'm Comin' – 2:30 (Isaac Hayes, David Porter) – Tratto dall'album: Hold On, I'm Comin' (1966)
2. When Something Is Wrong with My Baby – 3:15 (Isaac Hayes, David Porter) – Tratto dall'album: Double Dynamite (1966)
3. You Don't Know Like I Know – 2:37 (Isaac Hayes, David Porter) – Tratto dall'album: Hold On, I'm Comin' (1966)
4. May I Baby – 2:38 (Isaac Hayes, David Porter) – Tratto dall'album: Soul Men (1967)
5. Soul Man – 2:36 (Isaac Hayes, David Porter) – Tratto dall'album: Soul Men (1967)
6. Soothe Me – 2:30 (Sam Cooke) – Tratto dall'album: Double Dynamite (1966)
7. I Thank You – 2:54 (Isaac Hayes, David Porter) – Tratto dall'album I Thank You (1968)

Lato B
1. I Take What I Want – 2:17 (David Porter, Isaac Hayes, Mabon Teenie Hodges) – Tratto dall'album: Hold On, I'm Comin' (1966)
2. Wrap It Up – 2:30 (Isaac Hayes, David Porter) – Tratto dall'album I Thank You (1968)
3. You Don't Know What You Mean to me – 2:41 (Eddie Floyd, Steve Cropper) – Tratto dall'album I Thank You (1968)
4. Small Portion of Your Love – 2:36 (Isaac Hayes, David Porter) – Pubblicato in formato singolo nel 1967, lato B, Stax Records, 45-210
5. You Got Me Hummin' – 2:54 (Isaac Hayes, David Porter) – Tratto dall'album: Double Dynamite (1966)
6. Can't You Find Another Way (Of Doing It) – 2:26 (Homer Banks, Raymond Jackson) – Pubblicato in formato singolo nel 1968, lato A, Atlantic Records, 45-2540
7. Said I Wasn't Gonna Tell Nobody – 2:32 (Isaac Hayes, David Porter) – Pubblicato in formato singolo nel 1966, lato A, Stax Records, 45-198

## Musicisti
- Sam Moore – voce
- Dave Prater – voce
- Altri musicisti non accreditati

Note aggiuntive
- Jim Stewart – produttore
- Isaac Hayes e David Porter – produttori
- Walter Ioos – foto copertina album originale
- Stanislaw Zagorski – design copertina album originale
- Bob Rolontz – note retrocopertina album originale [2]

## Classifica
Album
| Anno | Classifica             | Posizione raggiunta |
| ---- | ---------------------- | ------------------- |
| 1969 | Billboard 200          | 87                  |
| 1969 | Top R&B/Hip-Hop Albums | 24                  |